# Macrosiphum verbenae
Macrosiphum verbenae är en insektsart som först beskrevs av Thomas 1878.  Macrosiphum verbenae ingår i släktet Macrosiphum och familjen långrörsbladlöss. Inga underarter finns listade i Catalogue of Life.